# Елердорф
Елердорф (њем. Ellerdorf) општина је у њемачкој савезној држави Шлезвиг-Холштајн. Једно је од 165 општинских средишта округа Рендсбург. Према процјени из 2010. у општини је живјело 535 становника. Посједује регионалну шифру (AGS) 1058046.

## Географски и демографски подаци
Елердорф се налази у савезној држави Шлезвиг-Холштајн у округу Рендсбург. Општина се налази на надморској висини од 22 метра. Површина општине износи 10,2 km². У самом мјесту је, према процјени из 2010. године, живјело 535 становника. Просјечна густина становништва износи 52 становника/km².